# Pont suspendu de Jargeau
Le pont suspendu de Jargeau était un pont français franchissant la Loire entre Jargeau et Saint-Denis-de-l'Hôtel dans le département du Loiret et la région Centre-Val de Loire. Il est entré en service en 1834 et fut détruit en 1989.
Il s'agit du deuxième pont ayant relié Jargeau à Saint-Denis-de-l'Hôtel. Il fut précédé par un pont de pierre du XIIIe au XVIIIe siècle et suivi par un pont à ossature mixte en service depuis 1988.

## Géographie

Les différents tracés

Les trois ponts ayant relié ou reliant les communes de Jargeau et Saint-Denis-de-l'Hôtel ont emprunté un tracé spécifique.
Sur la rive droite, à Saint-Denis-de-l'Hôtel, les deux premiers ouvrages eurent un seul et même débouché, à savoir, la rue commerçante de la ville (Grande-rue).
A contrario, sur la rive gauche à Jargeau, le pont de pierre et le pont suspendu n'eurent pas la même issue sur la ville. En effet, il semble qu'au XIIIe siècle, le tracé du pont privilégia la collégiale et son quartier canonial à la Grande-Rue commerçante. Le pont de pierre arrivait alors au niveau de l'actuelle « rue de l'ancien pont », dans l'axe du quartier canonial. Au XIXe siècle en revanche, le tracé du pont privilégia le centre de vie de la population, dans l'axe de la Grande-rue commerçante, à l'image de ce qui existait à Saint-Denis-de-l'Hôtel.
À la fin du XXe siècle, devant l'importance du trafic routier moderne, le tracé du nouveau pont fut décalé en amont sur le fleuve. Jargeau comme Saint-Denis-de-l'Hôtel choisirent de dévier leurs centres commerçants afin d'écouler au mieux le flux automobile, sur un nouvel axe à Saint-Denis-de-l'Hôtel (avenue des Fontaines), et sur le boulevard Carnot côté gergolien.
Le pont suspendu fut emprunté par la route nationale 721 de 1932 à 1974.

## Histoire[1]

### XIXesiècle

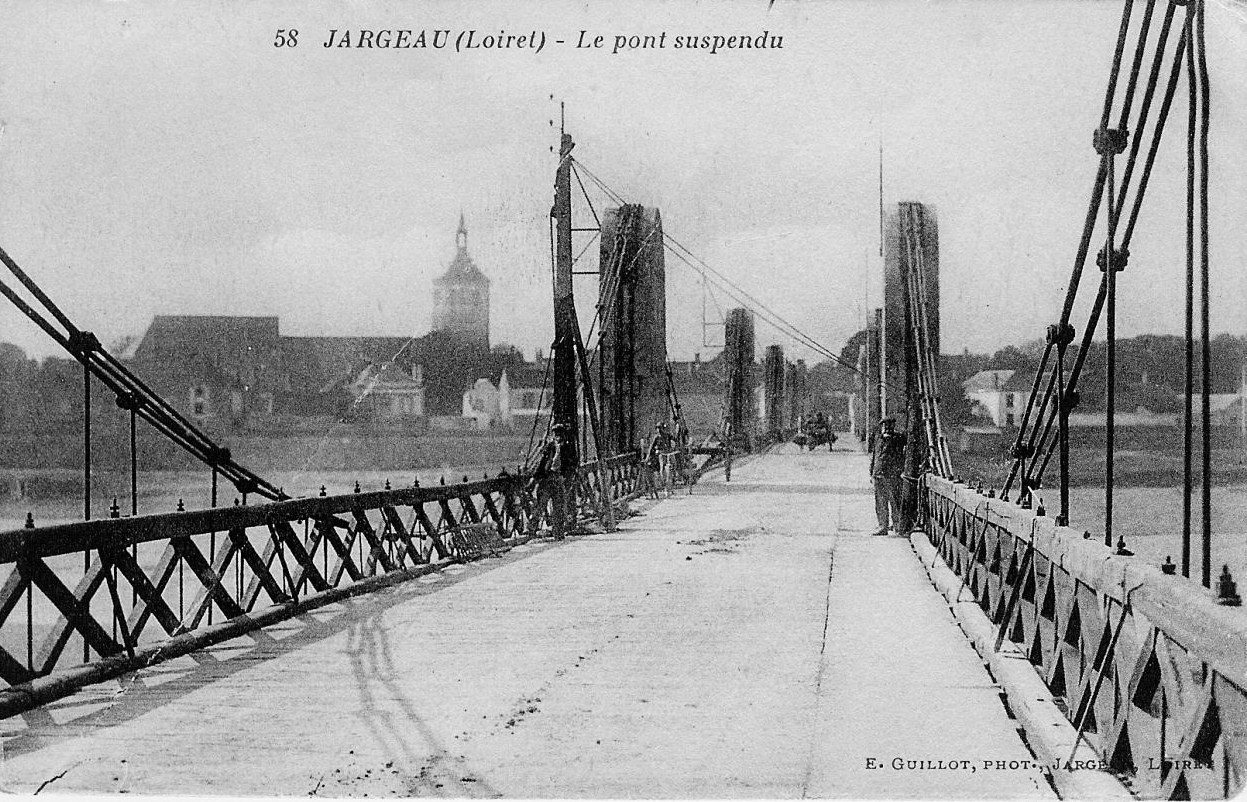
Le pont suspendu

La construction d'un ouvrage moderne, de type suspendu, fut décidée par ordonnance royale du 19 avril 1832. L'hypothèse de s'appuyer sur les restes du pont de pierre fut un temps évoquée. Cependant, la gêne due à la présence des fondations du pont de pierre ainsi que la nécessité d'assurer l'accès direct au centre de Jargeau et à sa Grande-Rue commerçante, amenèrent le concessionnaire à proposer un ouvrage situé à 80 mètres à l'aval du précédent. Les restes du pont de pierre furent définitivement détruits. Les essais, pour une charge répartie de 200 kg/m², furent réalisés le 17 février 1834, et le nouveau pont ouvert à la circulation le 23 février 1834.

#### Reconstruction de 1847
L'ouvrage initial comportait cinq arches de 54 mètres, l'accès à Jargeau se faisant par une levée perpendiculaire à la rive et de 50 mètres de longueur. En raison de cette réduction du débouché, la crue du 20 octobre 1846 provoqua la destruction de la cinquième travée et amena le concessionnaire à construire une sixième arche.

#### Reconstruction de 1872
Lors de la guerre franco-prussienne de 1870, le pont fut mis hors d'usage sur ordre de l'autorité militaire française. Le 21 septembre 1870, la suspension de la travée rive gauche était rompue, ce qui entraînait l'écroulement de la première travée et la détérioration de la deuxième. Rétablies provisoirement par une passerelle limitée à 1 000 kg, les deux travées furent reconstruites en 1872, avec une suspension renforcée. L'ouverture à la circulation fut effectuée le 15 décembre 1872 après des essais satisfaisants.

### XXesiècle

#### Reconstruction de 1926
Remis au département du Loiret le 2 juillet 1892, l'ouvrage ne subit aucune modification jusqu'en 1913. À cette date, un câble s'étant rompu, la société Arnodin présenta un projet de consolidation et de renforcement qui prévoyait la réfection complète du tablier et de la suspension.
Les travaux ajournés par la Première Guerre mondiale furent décidés et repris en 1924 à la suite de la délibération du conseil général du Loiret du 29 avril 1923. Le projet fut établi par la société Arnodin (dont le gendre Gaston Leinekugel Le Cocq) en tenant compte de la circulaire du 15 février 1921 sur les charges roulantes. Après des essais satisfaisants, le pont fut ouvert à la circulation le 5 février 1927.

#### Renforcement de l'ouvrage 1934-1937
En 1932, la route supportée par le pont fut classée route nationale 721 et l'entretien de l'ouvrage incomba au Ministère des Travaux publics.
À la suite d'une fissuration due au gel, les culots en fonte des câbles suspenseurs et des câbles de retenue furent remplacés par des culots en acier moulé en 1934.
Étant donné l'augmentation de la circulation en quantité et en charge, il fallut procéder en 1937 au renforcement de l'ouvrage. Cette amélioration fut obtenue par le renforcement des massifs d'ancrage, des tiges de suspension et des poutres de rigidité.

#### Reconstruction de 1942

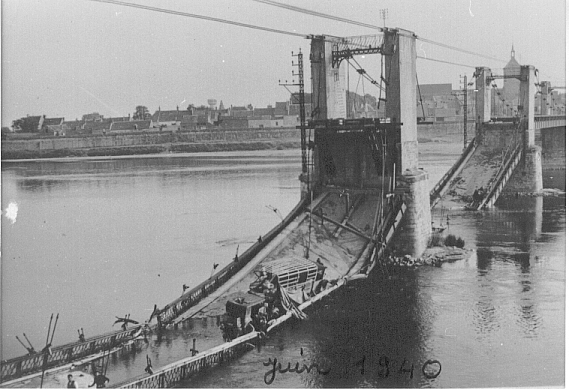
Le pont suspendu en juin 1940 détruit par les troupes françaises pour freiner l'avancée allemande

Durant la Seconde Guerre mondiale, en juin 1940, les troupes françaises lors de leur retraite choisissent de rompre les câbles suspenseurs et les haubans de solidarité afin d’entraîner l'effondrement des deux travées du pont en rive droite et freiner l'avancée allemande. La restauration de l'ouvrage fut confiée à l'entreprise Baudin par un marché du 15 décembre 1940. Les travaux furent achevés le 10 mars 1943.

#### Reconstruction de 1944

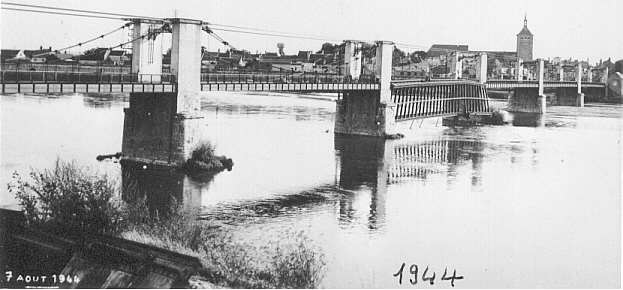
Le pont suspendu en août 1944 après les bombardements de l'aviation alliée

En août 1944, l'aviation alliée détruisait un câble suspenseur amont de la troisième travée rive droite. Les suspentes se trouvant libres en tête, tout l'ensemble du tablier bascula en pivotant autour de la suspension aval. Durant toute l'exécution des travaux de remise en état par l'entreprise Baudin, jusqu'au 25 mai 1945, un ouvrage provisoire en charpente permettait le passage des piétons et des véhicules légers.

#### Reprise des pylônes - 1950-1951
Du fait de leurs remaniements successifs, les pylônes sur appuis étaient très hétérogènes et très mal protégés contre l'action des eaux. Leur protection et leur renforcement furent réalisés par un « gainage » en béton armé et par la pose d'une bavette en zinc à leur sommet.

#### Remplacement de la suspension - 1964-1965
À la suite de la rupture de plusieurs fils sur l'un des câbles porteurs, les deux câbles de la nappe en cause ont été déposés et le deuxième câble, apparemment intact fit l'objet d'un examen par le laboratoire central des Ponts et chaussées. Cet examen montra que ce câble, d'aspect extérieur sain, avait perdu environ 60 % de sa force portante. La circulation fut suspendue de façon immédiate sur l'ouvrage et ne put être rétablie qu'après la mise en place d'un pont Bailey. L'ensemble de la suspension (câbles porteurs, câbles de tête, câbles de retenue) y compris les étriers, les colliers et les culots, fut remplacé. Toutefois, en raison de l'étroitesse du tablier et de l'absence de trottoir, la vitesse des véhicules fut limitée à 40 km/h et une circulation alternée fut appliquée aux poids lourds.

#### Passerelle piétonne - 1967
En 1967, afin d'améliorer les conditions de circulation et la sécurité des usagers, une passerelle pour piétons fut créée en encorbellement sur le bord amont de l'ouvrage.

#### Remplacement de la dalle - 1973

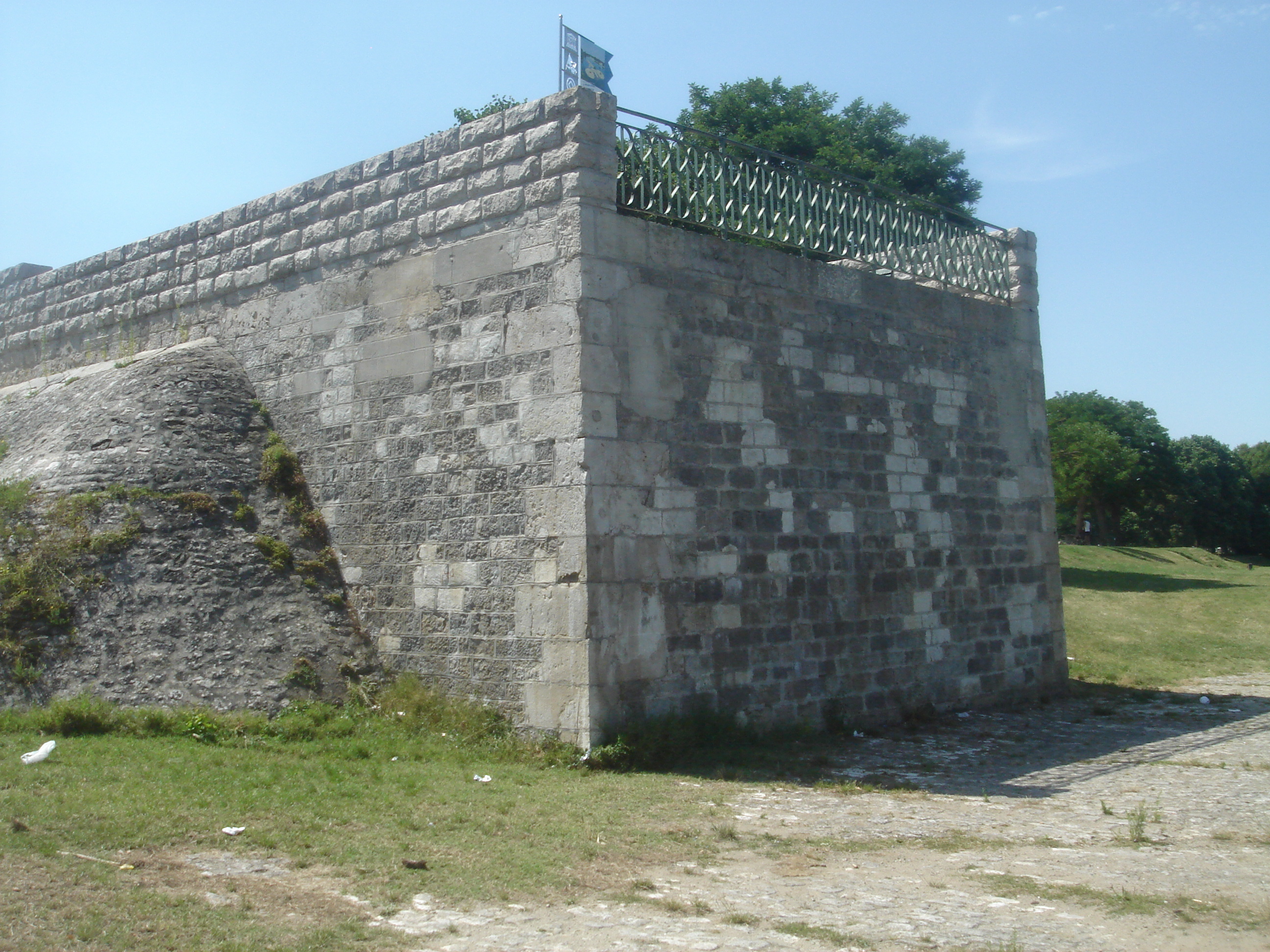
Culée de l'ancien pont suspendu (côté Jargeau)

Au cours de l'été 1972, à la suite du passage d'un poids lourd, un effondrement se produisit dans la dalle du tablier de la première travée rive gauche. Après une réparation provisoire, un examen général du tablier montre la nécessité de procéder au remplacement complet de la dalle sur l'ensemble de l'ouvrage. Durant les travaux, la circulation est maintenue par un pont Bailey mis en place sur toute la longueur de l'ouvrage, mais surélevé de 2,50 m au-dessus de la chaussée actuelle, afin de permettre la réalisation des travaux au-dessous. La première travée rive gauche fut réalisée en dalles préfabriquées, tandis que les cinq autres travées furent bétonnées en place avec des coffrages métalliques perdus. Afin d'alléger l'ouvrage au maximum, le béton utilisé fut un béton de granulats légers, la chape d'étanchéité fut une chape époxy et le revêtement fut en enrobé compoflex de 3,5 cm d'épaisseur. L'ensemble de ces travaux permit le déclassement de la route nationale 721 et la remise au Département le 1er janvier 1974.

#### Destruction - 1989
Les communes de Jargeau et Saint-Denis-de-l'Hôtel auraient pu devenir propriétaires du pont suspendu pour le Franc symbolique mais le coût de l'entretien d'un tel ouvrage s'avéra dissuasif. Le pont fut donc démoli en 1989 par la société Morillon Corvol. Les promontoires de part et d'autre du fleuve furent conservés et aménagés en belvédères.

## Pour approfondir